# Dizzy Reed
Dizzy Reed, nacido como Darren Arthur Reed (Hinsdale, Illinois, 18 de junio de 1963), es un teclista estadounidense, miembro de Guns N' Roses original (junto a Axl Rose) desde inicios de 1990 hasta la actualidad. Se incorporó a la banda durante la grabación de Use Your Illusion I y Use Your Illusion II, también es miembro de Hookers & Blow banda de covers y tiene su álbum de solista Rock 'n’roll ain’t easy.

## Primeros años
Reed nació como Darren Arthur Reed el 18 de junio de 1963 en Hinsdale , Illinois, y se crio en Colorado. Reed fue descrito como solitario e introvertido, sin embargo, desde entonces lo ha negado. Su abuela comenzó a enseñarle a tocar el órgano cuando era un niño pequeño, y antes de terminar la escuela primaria, formó pequeñas bandas locales.

## Carrera musical
De adulto, Reed siguió una carrera musical en Los Ángeles. Fue miembro fundador de la banda del club The Wild a finales de los 80, con la que pasó cinco años.
Reed conoció la formación clásica de Guns N' Roses en 1985 mientras su banda, The Wild, ensayaba en un estudio vecino. Se mantuvo en contacto y en 1990 fue invitado por su amigo Axl Rose a unirse a la grabación de los dos álbumes Use Your Illusion I y su posterior gira.
Reed pronto se convirtió en un miembro aceptado del grupo y apareció en todos los álbumes desde Use Your Illusion I en adelante. Como miembro de Guns N' Roses, Reed se ha hecho muy conocido por su trabajo de teclado, piano y coros en canciones como Estranged , Live and Let Die , November Rain , Garden of Eden , Civil War , Yesterdays y Knockin' On Heaven's Door . Además de tocar el teclado o el piano, Reed frecuentemente brinda respaldo en percusión y voz durante las presentaciones en vivo de Guns N' Roses de canciones más antiguas, como Mr. Brownstone, Welcome to the Jungle y Rocket Queen .
Reed continúa grabando y tocando en vivo con la formación actual de Guns N' Roses, y ahora ha sido miembro de Guns N' Roses por más tiempo que cualquier otro miembro además de Axl Rose . Aunque Reed no coescribió ninguna canción durante las sesiones de Illusion , para Chinese Democracy coescribió Chinese Democracy , Catcher in the Rye, Street of Dreams , There Was a Time, IRS y Oh My God . La canción fue reelaborada y lanzada como sencillo con el título ABSUЯD en 2021.

## Discografía

### con Guns N' Roses
| Álbum                   | Año  | Sello  |
| ----------------------- | ---- | ------ |
| Use Your Illusion I     | 1991 | Geffen |
| Use Your Illusion II    | 1991 | Geffen |
| The Spaghetti Incident? | 1993 | Geffen |
| Chinese Democracy       | 2008 | Geffen |

Absurd /2021

### Solo
| Álbum                   | Año  | Sello                |
| ----------------------- | ---- | -------------------- |
| Rock 'N Roll Ain't Easy | 2018 | Golden Robot Records |

This dont loock a vegas /2017

### con The Dead Daisies
| Álbum            | Año  | Sello            |
| ---------------- | ---- | ---------------- |
| The Dead Daisies | 2013 | Spitfire Records |
| Revolución       | 2015 | Spitfire Records |

### con Johnny Crash
| Álbum               | Año                  | Sello           |
| ------------------- | -------------------- | --------------- |
| Unfinished Business | 2008 (recorded 1990) | Suncity Records |

### Colaboraciones
| Álbum                       | Artista                  | Año  | Sello               |
| --------------------------- | ------------------------ | ---- | ------------------- |
| Coneheads soundtrack        | Various Artists          | 1993 | Warner Bros.        |
| Believe in Me               | Duff McKagan             | 1993 | Geffen Records      |
| Pawnshop Guitars            | Gilby Clarke             | 1994 | Virgin              |
| It's Five O'Clock Somewhere | Slash's Snakepit         | 1995 | Fontana Records     |
| Playtime                    | Michael Zentner          | 1995 | Warped Disc         |
| Not What I Had Planned      | Maissa                   | 1996 | Sonic               |
| Copper Wires                | Larry Norman             | 1996 | Solid Rock Records  |
| Steinway to Heaven          | Various Artists          | 1997 | Magna Carta         |
| Electrovision               | Doug Aldrich             | 2001 | Pony Canyon         |
| Hammered                    | Motörhead                | 2002 | Castle              |
| Ready to Go                 | Bang Tango               | 2004 | Shrapnel            |
| Village Gorilla Head        | Tommy Stinson            | 2004 | EMI                 |
| Strangeland                 | Court Jester             | 2006 | Cellar Records      |
| Gilby Clarke                | Gilby Clarke             | 2007 | Spitfire            |
| Backyard Babies             | Backyard Babies          | 2008 | Universal           |
| Spirit of Christmas         | Northern Light Orchestra | 2009 | EMICMG              |
| Punching the Sky            | Armored Saint            | 2020 | Metal Blade Records |